# Doves
Doves je anglická indie rocková kapela z Cheshiru. Jejími členy jsou dvojčata Jez Williams (kytara, zpěv) a Andy Williams (bicí, zpěv) a Jimi Goodwin (baskytara, zpěv, kytara). Začali spolu pracovat poté, co se potkali v klubu The Haçienda v Manchesteru. Neoficiálním čtvrtým členem kapely je Martin Rebelski, který hraje na klávesy. Doves vydali čtyři studiová alba, dvě z nich dosáhly na vrchol britské hitparády. V dubnu 2010 vydali své první kompilační album The Places Between: The Best of Doves, které mapuje začátky jejich hudební kariéry.

## Diskografie
Studiová alba
- Lost Souls (2000)
- The Last Broadcast (2002)
- Some Cities (2005)
- Kingdom of Rust (2009)
- The Universal Want (2020)

Kompilace
- Lost Sides (2001, reissued 2003)
- The Places Between: The Best of Doves (2010)

Živá alba
- Where We're Calling From (DVD) (2003)
- Live At Eden (EP) (2005)
- Live At The Eden Sessions 2nd July 2010 (2010)